# Liu Guizhu
Liu Guizhu (ur. 18 stycznia 1968) – chińska judoczka. Zajęła drugie miejsce na igrzyskach w Seulu 1988, na turnieju pokazowym, w kategorii do 56 kg.
Piąta na mistrzostwach świata w 1987; uczestniczka turnieju w 1989 roku. Brała udział w turniejach międzynarodowych.